# فهرست کشورهایی که فقط با یک کشور مرز دارند
در اینجا فهرست کشورهایی که فقط با یک کشور مرز دارند ارائه شده‌است. ممکن است بعضی از موارد این فهرست با کشورهای دیگری مرز دریایی داشته باشند اما ملاک در اینجا مرز زمینی است.

## فهرست
| کشور            | همسایه          | طول مرز (کیلومتر) |
| --------------- | --------------- | ----------------- |
| برونئی          | مالزی           | ۳۸۱               |
| جمهوری دومینیکن | هائیتی          | ۳۶۰               |
| گامبیا          | سنگال           | ۷۴۰               |
| هائیتی          | جمهوری دومینیکن | ۳۶۰               |
| جمهوری ایرلند   | بریتانیا        | ۳۶۰               |
| لسوتو           | آفریقای جنوبی   | ۹۰۹               |
| موناکو          | فرانسه          | ۴٫۴               |
| پاپوآ گینه نو   | اندونزی         | ۸۲۰               |
| پرتغال          | اسپانیا         | ۱٬۲۱۴             |
| قطر             | عربستان سعودی   | ۶۰                |
| سان مارینو      | ایتالیا         | ۳۹                |
| کره جنوبی       | کره شمالی       | ۲۳۸               |
| تیمور شرقی      | اندونزی         | ۲۲۸               |
| واتیکان         | ایتالیا         | ۳٫۲               |

## گذرگاه‌ها و پل‌ها
در برخی از موارد کشورهایی که جزیره‌ای هستند و ارتباطی با سایر کشورها ندارند، از طریق گذرگاه‌ها یا پل به کشور دیگری متصل می‌شوند. این ممکن است به عنوان مرز مصنوعی «پایدار» برای وسایل نقلیه زمینی یا عابران پیاده در نظر گرفته شود، اما با توجه به نیاز آن به عملیات مداوم و نگهداری و همچنین سهولت در کنترل حجم ورود و خروج یا بسته شدن آنها توسط هر کشور، معمولاً مرزهای زمینی در نظر گرفته نمی‌شوند.
- سنگاپور: با وجود اینکه یک جزیره است، از طریق گذرگاه جوهور و پل دوم مالزی-سنگاپور با مالزی در ارتباط است.
- بحرین: با وجود اینکه یک جزیره است، از طریق گذرگاه ملک فهد با عربستان سعودی در ارتباط است.

## قلمروهای وابسته
در برخی از موارد قلمروی وابسته یک کشور با کشور دیگری همسایه است.
- آکراتاری و داکیلیا: این مناطق فقط با جمهوری قبرس همسایه هستند. داکیلیا با قبرس شمالی که فقط توسط ترکیه به رسمیت شناخته می‌شود هم مرز دارد.
- سرزمین‌های جنوبی و جنوبگانی فرانسه: سرزمین ادلی که مورد ادعای فرانسه در جنوبگان است فقط با قلمرو جنوبگان استرالیا مرز دارد. البته در نقطهٔ قطب جنوب سایر مناطق را نیز لمس می‌کند.
- جبل طارق: سرزمین فرادریایی بریتانیا واقع در یک شبه‌جزیره که فقط مرزی ۱٫۲ کیلومتری با اسپانیا دارد.
- قلمرو وابسته راس: ادعای نیوزیلند در جنوبگان فقط با قلمرو جنوبگان استرالیا مرز دارد. این قلمرو همچنین با سرزمین ماری برد که هیچ کشوری بر آن ادعا ندارد نیز هم‌مرز است و در نقطهٔ قطب جنوب سایر مناطق را نیز لمس می‌کند.
- / سن مارتن: یک جزیره است که به دو قسمت تقسیم شده‌است. نیمهٔ شمالی، سنت مارتین فرانسه، یکی از مجموعه‌های فرادریایی فرانسه است و نیمهٔ جنوبی، سینت مارتن، یکی از بخش‌های پادشاهی هلند به‌شمار می‌رود.